# Open de Moselle 2013
Open de Moselle 2013 byl tenisový turnaj pořádaný jako součást mužského okruhu ATP World Tour, který se hrál na krytých dvorcích s tvrdým povrchem komplexu Parc des Expositions de Metz Métropole. Konal se mezi 16. až 22. zářím 2013 v francouzských Metách jako jedenáctý ročník turnaje.
Turnaj s rozpočtem 467 800 eur patřil do kategorie ATP World Tour 250. Nejvýše nasazeným hráčem ve dvouhře byl dvojnásobný obhájce a osmý tenista světa Jo-Wilfried Tsonga z Francie, který ve finále nestačil na svého krajana a turnajovou dvojku Gillese Simona.

## Mužská dvouhra

### Nasazení
| Stát          | Hráč                  | ATP1) | Nasazení |
| ------------- | --------------------- | ----- | -------- |
| Francie       | Jo-Wilfried Tsonga    | 8.    | 1.       |
| Francie       | Gilles Simon          | 16.   | 2.       |
| Itálie        | Andreas Seppi         | 22.   | 3.       |
| Německo       | Philipp Kohlschreiber | 25.   | 4.       |
| Francie       | Benoît Paire          | 28.   | 5.       |
| Spojené státy | Sam Querrey           | 31.   | 6.       |
| Francie       | Jérémy Chardy         | 39.   | 7.       |
| Německo       | Florian Mayer         | 44.   | 8.       |

- 1) Žebříček ATP k 9. září 2013.

### Jiné formy účasti
Následující hráči obdrželi divokou kartu do hlavní soutěže:
- Paul-Henri Mathieu
- Albano Olivetti
- Gilles Simon

Následující hráči postoupili z kvalifikace:
- Márton Fucsovics
- Marc Gicquel
- Pierre-Hugues Herbert
- Mischa Zverev
  -  Michael Berrer – jako šťastný poražený

### Odhlášení
před zahájením turnaje
- Marcel Granollers
- Andreas Haider-Maurer
- Vasek Pospisil

### Skrečování
- Philipp Kohlschreiber
- Paul-Henri Mathieu

## Mužská čtyřhra

### Nasazení
| Stát               | Hráč           | Stát      | Hráč                   | ATP1) | Nasazení |
| ------------------ | -------------- | --------- | ---------------------- | ----- | -------- |
| Indie              | Rohan Bopanna  | Francie   | Édouard Roger-Vasselin | 31.   | 1.       |
| Rakousko           | Julian Knowle  | Brazílie  | Marcelo Melo           | 52.   | 2.       |
| Spojené království | Jamie Murray   | Austrálie | John Peers             | 76.   | 3.       |
| Německo            | Andre Begemann | Německo   | Martin Emmrich         | 77.   | 4.       |

- 1) Žebříček ATP k 9. září 2013; číslo je součtem umístění obou členů páru.

### Jiné formy účasti
Následující páry obdržely divokou kartu do hlavní soutěže:
- Jérémy Chardy /  Marc Gicquel
- Pierre-Hugues Herbert /  Albano Olivetti

## Přehled finále

### Mužská dvouhra
- Gilles Simon vs.  Jo-Wilfried Tsonga, 6–4, 6–3

### Mužská čtyřhra
- Johan Brunström /  Raven Klaasen vs.  Nicolas Mahut /  Jo-Wilfried Tsonga, 6–4, 7–6(7–5)